# Smíchovské nádraží (metrostation)
Smíchovské nádraží is een metrostation in de Tsjechische hoofdstad Praag aan lijn B. Het station werd geopend op 2 november 1985.
Černý Most · Rajská zahrada · Hloubětín · Kolbenova · Vysočanská · Českomoravská · Palmovka · Invalidovna · Křižíkova · Florenc · Náměstí Republiky · Můstek · Národní třída · Karlovo náměstí · Anděl · Smíchovské nádraží · Radlická · Jinonice · Nové Butovice · Hůrka · Lužiny · Luka · Stodůlky · Zličín